# Lanesville
Lanesville est une municipalité située dans le comté de Harrison, dans l’État de l'Indiana, aux États-Unis. Lors du recensement de 2020, elle comptait 935 habitants.